# Nueva Santa Rosa, Mexiko
Nueva Santa Rosa är en ort i Mexiko, tillhörande kommunen Atenco i delstaten Mexiko. Nueva Santa Rosa ligger i den centrala delen av landet och tillhör Mexico Citys storstadsområde. Orten hade 4 990 invånare vid folkräkningen 2010.